# Columbus Chill
Die Columbus Chill waren eine US-amerikanische Eishockeymannschaft in Columbus, Ohio. Das Team spielte von 1991 bis 1999 in der East Coast Hockey League.

## Geschichte
Die Columbus Chill wurden 1991 als Franchise der East Coast Hockey League gegründet. Nachdem sie ihn ihren ersten beiden Spielzeiten noch die Playoffs um den Kelly Cup verpasst hatten, erreichten sie in der Saison 1993/94 nach einem zweiten Platz in der North Division und einem Erstrunden-Sieg über die Johnstown Chiefs die zweite Playoff-Runde, in der sie dem späteren Meister Toledo Storm in der Best-of-Five-Serie mit einem Sweep unterlagen. Die zweite Playoff-Runde erreichte das Team aus Ohio zudem in den Saisons 1996/97 und 1998/99. Anschließend wurde das Franchise inaktiv, um nicht in Konkurrenz mit den neu gegründeten Columbus Blue Jackets aus der National Hockey League treten zu müssen, die in der Saison 2000/01 den Spielbetrieb aufnahmen.
Im Sommer 2001 wurde die Mannschaft nach Reading, Pennsylvania, umgesiedelt, wo es seither unter dem Namen Reading Royals am Spielbetrieb der ECHL teilnimmt.

## Saisonstatistik
Abkürzungen: GP = Spiele, W = Siege, L = Niederlagen, T = Unentschieden, OTL = Niederlagen nach Overtime SOL = Niederlagen nach Shootout, Pts = Punkte, GF = Erzielte Tore, GA = Gegentore, PIM = Strafminuten
| Saison  | GP | W  | L  | T | OTL | SOL | Pts | GF  | GA  | Platz         | Playoffs                        |
| 1991/92 | 64 | 25 | 30 | — | 9   | —   | 59  | 298 | 341 | 7., West      | nicht qualifiziert              |
| 1992/93 | 64 | 30 | 30 | — | 4   | —   | 64  | 257 | 256 | 7., West      | nicht qualifiziert              |
| 1993/94 | 68 | 41 | 20 | — | 7   | —   | 89  | 344 | 285 | 2., North     | Niederlage in der zweiten Runde |
| 1994/95 | 68 | 31 | 32 | — | 5   | —   | 67  | 282 | 315 | 4., North     | Niederlage in der ersten Runde  |
| 1995/96 | 70 | 37 | 28 | — | 5   | —   | 79  | 285 | 268 | 4., North     | Niederlage in der ersten Runde  |
| 1996/97 | 70 | 44 | 21 | 5 | —   | —   | 93  | 303 | 257 | 1., North     | Niederlage in der zweiten Runde |
| 1997/98 | 70 | 33 | 30 | 7 | —   | —   | 73  | 221 | 220 | 5., Northwest | nicht qualifiziert              |
| 1998/99 | 70 | 39 | 24 | 7 | —   | —   | 85  | 257 | 242 | 1., Northwest | Niederlage in der zweiten Runde |

## Team-Rekorde

### Karriererekorde
Spiele: 266  Beau Bilek
Tore: 104  Keith Morris
Assists: 218  Derek Clancey
Punkte: 313  Derek Clancey
Strafminuten: 663  Barry Dreger

## Bekannte Spieler
- Blair Atcheynum
- Don Granato
- Bobby House
- Patryk Pysz
- Len Soccio
- Pat Thompson
- Brad Treliving
- Pete Vandermeer
- Marty Wilford
- Craig Woodcroft
- Clayton Young